# Top Rock – przeboje Trójki
Top Rock – przeboje Trójki - składanka wydana w roku 1990 przez Polskie Nagrania „Muza”, zawierająca utwory, które w roku 1989 gościły na Liście Przebojów Programu Trzeciego. Album wydany z okazji 400. wydania Listy.

Czterysta list minęło... aż trudno w to uwierzyć... mnie także! Ale kaseta nie jest podsumowaniem najpopularniejszych przebojów wszystkich wydań Listy Przebojów Programu Trzeciego. Wszak taki zestaw to poza niewielkimi zmianami, ciągle te same dobrze znane utwory. Ten, który Państwo mają w ręku to wybór przebojów roku 1989-go na naszej liście. A że nie ma w nim wszystkich naj... naj... naj... znajdą je Państwo na innych wydaniach muzycznych. Mamy nadzieję, że zaproponowany przez nas zestaw przypadnie słuchaczom do gustu. Niektóre z tych utworów nie ukazały i nie ukażą się na kasetach i to jest chyba najważniejszy argument przemawiający za wydaniem tego zestawu. Mam nadzieję, że każdy fan Listy Przebojów Programu Trzeciego będzie chciał mieć w swej kolekcji kaset kawałek historii tej listy i polskiej muzyki rockowej. Miłego słuchania życzy m.n.

Marek Niedźwiecki, opis na wewnętrznej okładce kasety

## Lista utworów
Strona A:
1. Ziyo - „Wyspy (bliżej gwiazd)” (3:50)
2. T.Love - „To wychowanie” (2:35)
3. Kult - „Patrz” (3:06)
4. KSU - „1914” (2:35)
5. Lubomski na reszcie - „Spacerologia” (6:42)

Strona B:
1. Maanam - „For Your Love” (4:10)
2. Balkan Electrique - „Hi-Jackers Party” (4:20)
3. Gardenia - „Papierosy i zapałki” (3:35)
4. Formacja Nieżywych Shabuf - „Pta pta” (3:00)
5. Daab - „Nie wolno nie ufać” (4:30) (utwór nie gościł nigdy na Liście)